# Епидермис биљака
Епидермис (грч. επιδερμίδα [] — епидермида) је биљно ткиво које покрива лист, цвет, корен и стабло. Ова врста ткива одваја биљку и спољашњу средину. Епидермис има неколико улога: штити биљку од губитка воде, регулише промет гасова, синтетише једињења метаболизма и апсорбује (нарочито у корену) воду и минералне материје. Епидермис највећег броја листова има дорсовентралну грађу, тј. горња (адаксијална) и доња (абаксијална) страна листа имају различиту грађу, а самим тим и функцију. Секундарним дебљањем перидерм преузима улогу заштитног омотача.

## Опис
Епидермис је слој ћелија који је у додиру са спољашњом средином. У старијој литератури се може пронаћи да ћелије епидермиса листа јесу специјализоване паренхимске ћелије, али данас се епидермис класификује као дермално ткиво. Епидермис је главни део дермалног ткива листова, као и стабла, корена, цвета, плода и семена. Врло често је он провидан (ћелије епидермиса уопште не садрже хлоропласте, или их садрже у малом броју).
Ћелије епидермиса су структурално и функционално различите. Већина биљака има једнослојни епидермис. Неке биљке попут Ficus elastica и Peperomia имају вишеслојан епидермис усред специфичне деобе ћелије протодерма. Ћелије епидермиса су густо збијене једна до друге и биљци дају чврстину и заштиту. Зидови епидермалних ћелија надземних делова биљака садрже кутин, тј. покривене су кутикулом. Кутикула спречава одавање воде у атмосферу, док је некада покривена воском у танким слојевима. Слој воска даје посебну беличасту или плавичасту боју листу. Восак делује као баријера за влагу и штити биљку од јаке сунчеве светлости и ветра. Доња (абаксијална) страна има тању кутикулу, док листови биљака који живе у сувим условима често имају згуснуту кутикулу која спречава одавање воде транспирацијом.
У епидермално ткиво се убрајају више типова диференцираних ћелија: 
- епидермалне ћелије
- ћелије затварачице
- ћелије помоћнице
- израштаји (трихоме)

Епидермалне ћелије су најбројније, највеће и најмање специјализоване. Код монокотиледоних биљака оне су више издужене у односу на дикотиледоне.
Трихоме су израштаји епидермиса. Трихоме епидермиса корена јесу коренске длачице које су специјализоване за апсорпцију воде и минералних материја.
Код биљака код којих је присутно секундарно дебљање, епидермис корена и стабла бива замењен перидермом диференцијацијом фелогена.

## Стома
Епидермис листа и стабла је покривен отворима који се називају стоме, а који се састоје од отвора окруженог са обе стране ћелијама затварачицама које садрже хлоропласте и од две до четири зависних ћелија помоћница које не садрже хлоропласте. Стома регулише промет гасова и водене паре из спољашње средине у унутрашњост листа. Обично абаксијална (доња) страна садржи више стома. Изузетак јесу плутајући листови где се готово све стоме налазе на горњој страни. Вертикални листови, као код трава, често имају једнак број стома на обе стране. Стома је окружена двема ћелијама затварачицама. Ћелије затварачице се разликују у следећим аспектима од ћелија епидермиса:
- ћелије затварачице су пасуљастог облика, док су ћелије епидермиса неправилног облика
- ћелије затварачице садрже хлоропласте, тако да могу да врше фотосинтезу, док ћелије епидермиса не садрже хлоропласте